# Štefanovce (Prešov)
Štefanovce (em húngaro: Istvánvágás) é um município da Eslováquia, situado no distrito de Prešov, na região de Prešov. Tem 5,25 km² de área e sua população em 2018 foi estimada em 201 habitantes.

## Demografia
| Ano:        | 1994 | 2004    | 2014   | 2024   |
| ----------- | ---- | ------- | ------ | ------ |
| Broj ljudi: | 194  | 224     | 210    | 207    |
| Razlika:    |      | +15,46% | -6,25% | -1,42% |

| Ano:               | 2023 | 2024  |
| ------------------ | ---- | ----- |
| Número de pessoas: | 200  | 207   |
| Diferença:         |      | +3,5% |